# ラパス (赤道ギニア)
ラパス市（スペイン語: Ciudad de la Paz）は、赤道ギニアの都市。2020年の完成を目指して建設中の計画都市であり、現在の同国首都マラボに代わって新しい同国首都になる予定である。2017年以前はオヤラ（Ciudad Nueva Oyala, Oyala）またはジブロホ（Djibloho）と呼ばれていた。
周辺都市はモンゴメイェンで、同都市にあるモンゴメイェン国際空港からは20km程度離れている。

## 概要

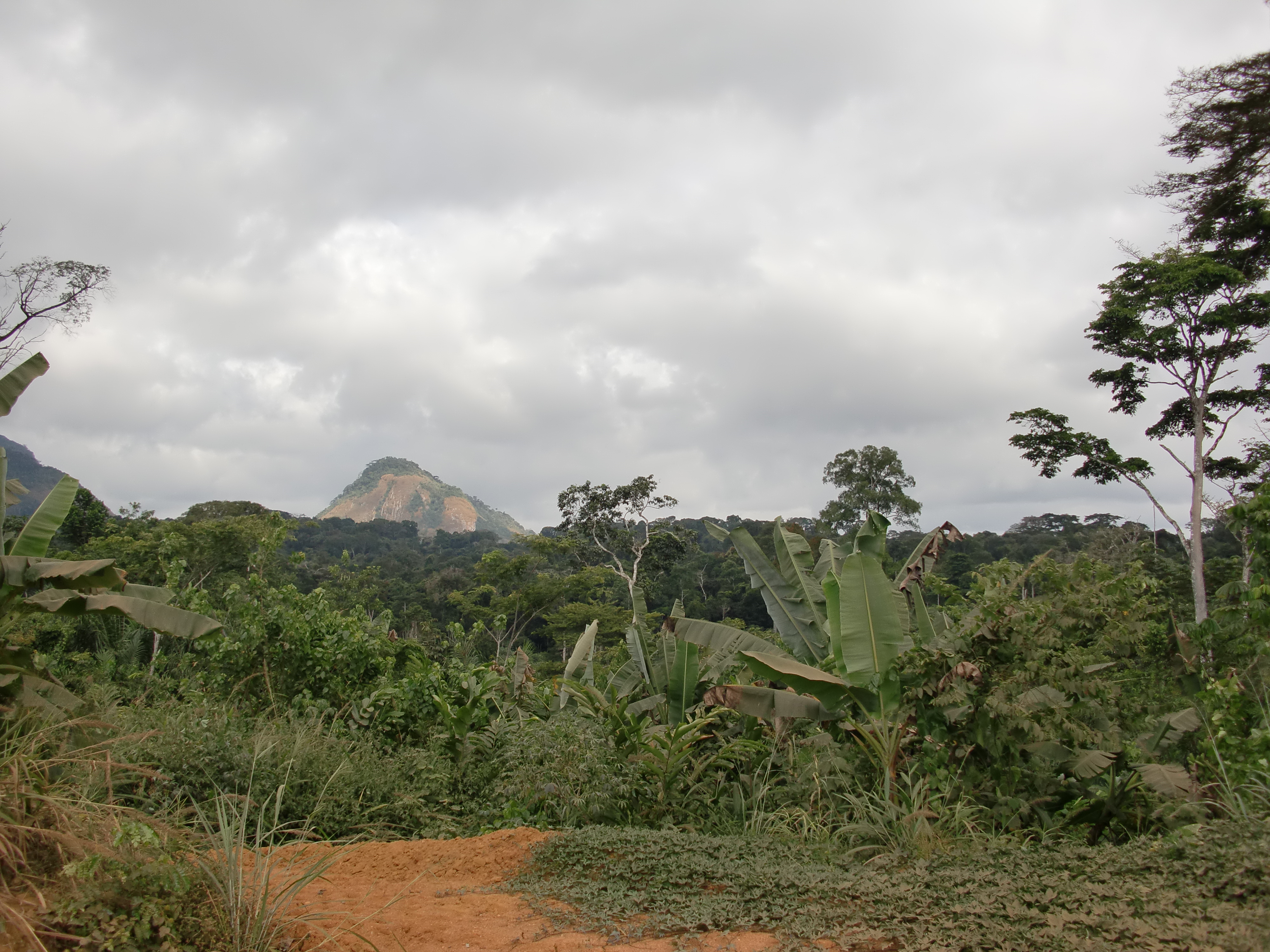
周囲のジャングル（2010年）。都市はこれらを切り崩して建設されている。

都市デザインはポルトガルのFAT - Future Architecture Thinkingが設計したものであり、8,150ヘクタールに約20万人（当初は約6万人程度を予定）が住めるようになっている。首都機能としては新議会や大統領宅ができる予定である。
建設予定地は何もないジャングルの奥地であったが 、2012年にテオドロ・オビアン・ンゲマ大統領がオヤラに首都機能の移転を発表。以降急ピッチで建設が進んでおり、2013年にはゴルフ場、大学、豪華なホテル、6車線の高速道路などがほぼ完成している。
かつてはウェレ＝ンザス県に属していたが、2015年8月3日に分離しジブロホ行政市（Djibloho）となった（2017年に正式発足）。